# Bow Road (stanice metra v Londýně)
Bow Road je stanice metra v Londýně, otevřená roku 1902. Autobusové spojení zajišťují 25, 205, 425 a noční linka N205. Stanice se nachází v přepravní zóně 2 a leží na dvou linkách:
- District Line a Hammersmith & City Line mezi stanicemi Mile End a Bromley-by-Bow.

| Rok  | Počet cestujících |
| ---- | ----------------- |
| 2011 | 5,08 mil          |
| 2012 | 5,18 mil          |
| 2013 | 5,60 mil          |
| 2014 | 5,77 mil          |